# Hampton Lovett
Hampton Lovett – wieś i civil parish w Anglii, w Worcestershire, w dystrykcie Wychavon. W 2011 roku civil parish liczyła 330 mieszkańców. Hampton Lovett jest wspomniana w Domesday Book (1086) jako Hamtune.